# Berenice in Roma
Berenice in Roma è un'opera in due atti di Pietro Raimondi, su libretto di Giovanni Battista Bordese. La prima rappresentazione ebbe luogo al Teatro San Carlo di Napoli nell'autunno del 1824. Nel cast della prima, figurava fra gli altri il celebre tenore Andrea Nozzari nel ruolo di Tito.

## Trama

### Atto I
Nei giardini imperiali, nei pressi degli appartamenti destinati alla principessa orientale Berenice da parte dell'imperatore Tito, Emirena, sorella di questa, e un gruppo di donne piangono la tristezza della loro signora, tormentata dalla lontananza del proprio amante, l'imperatore stesso. Giunge Festo, un tribuno innamorato non corrisposto di Berenice, giunto per lei dalla Partia sino a Roma, che aizzato dalla gelosia insinua nella mente della principessa che l'imperatore voglia tradirla con Vitellia, una fanciulla romana che il padre di Tito, Vespasiano, gli aveva destinato in sposa. Berenice, inquietata, esprime subito i suoi timori a Tito, nel frattempo ritornato dalla propria amata, che di contro le esprime la sua eterna fedeltà; dopodiché, l'imperatore si allontana per avviarsi alla festa d'inaugurazione del Colosseo, e le donne rientrano nei propri appartamenti; giunge poco dopo Antioco, nobile del sangue di Commagene, e antica fiamma di Berenice. Costui è divorato da un contrasto interiore: egli ama la principessa, ma nel contempo è legato a Tito da eterna gratitudine per averlo serbato in vita e per la promessa fattagli di rendergli il regno di Commagene. Giunge nuovamente Festo, che lo istiga a chiedere in quel giorno di festa il regno a Tito, con il segreto intento di allontanare da Roma un rivale. L'imperatore si è spostato intanto nella sala delle udienze, ed accoglie Festo, il quale reca lui i doni dei vinti Parti; dopodiché giunge Antioco, il quale chiede e ottiene il regno paterno; ma l'imperatore chiede anche che il principe rimanga al suo fianco durante le nozze con Berenice, e che anzi vada ad annunciarle di prepararsi agli sposalizi, tutto questo con grande disappunto di Festo, che inizia ad elaborare un piano per ostacolare le nozze imminenti. Antioco è conto da una forte angoscia per la prospettiva di perdere per sempre la principessa, ma si reca ad eseguire il cenno di Tito, al quale Berenice abbandona ogni sospetto insinuatogli da Festo ed esulta. Tuttavia, la fanciulla nota che Antioco è mesto in volto, e questo, colto da un grande ardore, le svela il proprio amore. Berenice urtata lo respinge, mentre giunge Emirena con un corteggio pronti ad accompagnarla al tempio. Antioco, vedendo la reazione sdegnata della principessa, ritira disperato le proprie dichiarazioni d'amore, e Berenice decide di tacere del fatto a Tito. Poco dopo, nel tempio sacro a Giunone, si celebrano le nozze, che tuttavia vengono subito interrotte da una notizia sorprendente: il tempio di Iside è stato avvolto dalle fiamme, ed il cielo si è annuvolato. Festo, che in realtà ha destato l'incendio con la complicità di alcuni schiavi, insinua l'idea che questo avvenimento sia segno dell'ira divina, mentre tutti fuggono in preda al panico.

### Atto II
Placatasi la situazione a Roma e rimandate le nozze, Festo progetta di rapire Berenice, fingendo di dover ripartire per la frontiera orientale, sicuro di una promessa d'asilo fattagli dal re d'Armenia. Intanto Tito apprende dal proprio liberto Licinio che sono stati catturati i due schiavi accusati di aver causato l'incendio; l'imperatore dà l'ordine di interrogarli, dopodiché, stremato dai recenti avvenimenti, si addormenta, e sogna l'ombra del padre Vespasiano rimproverarlo per aver voluto sposare una straniera, mentre voci mistiche e lontane additano in Berenice la causa delle recenti sventure. Tito, sconvolto da queste visioni, si sveglia di colpo, proprio nel momento in cui giunge Festo, venuto a salutare l'imperatore prima di ripartire. Il sovrano affida proprio a questi l'incarico di riportare Berenice nella propria madre patria, con grande gioia di Festo. Partito quest'ultimo, giunge Antioco, che aveva ricevuto l'incarico di consolare Berenice; Tito lo informa della propria decisione, e dell'incarico affidato a Festo. A questo punto, il principe non si può più contenere, con la prospettiva di allontanarsi per sempre dalla propria amata, e svela all'imperatore il proprio amore per Berenice. Tito dapprima si adira, ma poi, con grande generosità, pur colto da un enorme dolore, decide di cedere la fanciulla al rivale, il quale si sente risollevare. Intanto Festo è giunto negli appartamenti di Berenice, e le comunica il decreto dell'imperatore. La principessa è sconvolta, e il tribuno, con la scusa di consolarla, la approccia violentemente, venendo respinto con fierezza; a questo punto, Festo incomincia a minacciare la giovane, quando giunge Antioco, che dapprima ascolta inosservato, dopodiché si frappone per difendere Berenice, mentre il perfido tribuno sguaina la spada e minaccia la fanciulla. A salvare la situazione è Licinio, giunto con un manipolo di pretoriani dopo aver interrogato gli schiavi; questi hanno confessato d'essere al soldo di Festo, e Tito ha decretato di risparmiare il traditore, ma di esiliarlo. Mentre il tribuno, furibondo, viene condotto via, Berenice comunica ad Antioco che non può amarlo, e che solo Tito può renderla felice; il principe asiatico è addolorato da ciò, ma decide di rispettare la fanciulla, che intanto ha espresso il desiderio di vedere in pompa magna per l'ultima volta Tito. La cerimonia avviene di fronte a tutto il popolo, e mentre la principessa sale sulle navi dirette in Palestina, giura, avvolta dalla mestizia, eterno amore all'imperatore, ricambiata da questi in un tenero e malinconico addio.

## Struttura musicale
- Sinfonia

### Atto I
- N. 1 - Introduzione Perché, crudele amore (Emirena, Coro, Festo)
- N. 2 - Coro e Cavatina Bella regina, vieni - Ah, dov'è colui che adoro? (Berenice, [Emirena, Licinio, Festo], Coro)
- N. 3 - Terzetto Amore a me ti guida? (Berenice, Tito, Emirena, [Licinio], Coro)
- N. 4 - Cavatina Dolce speme, sì, ti sento (Antioco)
- N. 5 - Coro e Aria Tu di Roma protettore - La mia gloria, i giorni miei (Tito, Coro)
- N. 6 - Duetto Quale annunzio! Oh quanto è grato! (Berenice, Antioco, [Emirena], Coro)
- N. 7 - Finale I Inni devoti - Ma qual gel mi piomba in seno! - Spuntò sereno (Coro, Berenice, Emirena, Tito, Antioco, Licinio, Festo)

### Atto II
- N. 8 - Coro Oh ciel, torna seren
- N. 9 - Coro Berenice è cagione funesta
- N. 10 - Duetto Ciel! Quai detti... a me funesti! (Tito, Antioco)
- N. 11 - Duetto e Terzetto Frena quel labbro, audace! - Tempesta orribile (Berenice, Festo, Antioco)
- N. 12 - Coro e Aria Finale Inospiti sponde - Da te lungi, il mio destino (Berenice, [Antioco, Tito], Coro)